# Ervin Lázár
Ervin Lázár (n. 1936 – d. 2006) a fost un scriitor maghiar.